# 陳正毅
陳正毅（2000年6月14日—），為台灣的棒球選手，目前效力於中華職棒台鋼雄鷹，守備位置為投手。

## 生平
出生於屏東縣琉球鄉，雖然當地沒有棒球隊，但島上唯一一所國民中學—琉球國中有慢速壘球隊，因此讓陳正毅接觸了壘球運動。
由於琉球鄉當地並無高中職，因此必須搭船至鄰近的東港鎮或其他地方就讀高中，陳正毅也和島上的居民一樣，天天搭船至東港海事上學，並加入學校內的棒球隊。
進入東港海事後，成為隊上的王牌投手，並在2018年入選U-18國際軟式棒球錦標賽，獲得亞軍。
高中畢業後，進入稻江科技暨管理學院就讀，但因為2020年時學校宣布停招，因此轉學至環球科技大學，並持續在業餘聯賽及大專聯賽出賽，且同樣發揮了王牌投手的功力。
2022年，進入桃園市成棒隊，並在同年報名中華職棒選秀會，被台鋼雄鷹隊以第24輪第72順位選中，正式加入職棒，也成為中華職棒首位出身自琉球鄉的球員。
2024年1月18日，台鋼雄鷹隊即將迎來創隊首個一軍賽季，因此選出隊長及副隊長。其中由王柏融擔任隊長；而陳正毅則擔任副隊長。4月19日，獲得高中母校東港海事頒發傑出校友的殊榮，鼓勵他從小琉球到職棒舞台的艱辛過程，藉此成為學弟妹的榜樣。

## 職棒生涯成績
| 年度 | 球隊     | 出賽 | 先發 | 勝投 | 敗投 | 中繼 | 救援 | 完投 | 完封 | 三振 | 四死 | 責失 | 投球局數 | 自責分率 | 被上壘率 |
| ---- | -------- | ---- | ---- | ---- | ---- | ---- | ---- | ---- | ---- | ---- | ---- | ---- | -------- | -------- | -------- |
| 2024 | 台鋼雄鷹 | 9    | 0    | 0    | 0    | 0    | 0    | 0    | 0    | 4    | 7    | 10   | 7.2      | 11.74    | 2.35     |
| 合計 | 1年      | 9    | 0    | 0    | 0    | 0    | 0    | 0    | 0    | 4    | 7    | 10   | 7.2      | 11.74    | 2.35     |